# Marisa Porcel
María Luisa Porcel Montijano (Tarazona, Zaragoza, 15 de noviembre de 1943 - Madrid, 15 de agosto de 2018) fue una actriz de cine, televisión y teatro española. Su papel más conocido es de Pepa en el magacín Noche de fiesta, que se emitió en Televisión Española entre 1999 y 2004 y también estuvo en Escenas de matrimonio, que se emitió en Telecinco entre 2007 y 2009.

## Biografía
Hija del actor jaraiceño Pedro Porcel (1910-1969) y de la actriz lucense Asunción Montijano (1906-1973), inició su actividad profesional sobre los escenarios primero con la compañía de su padre y más adelante se integró sucesivamente en las compañías de Isabel Garcés, del Teatro María Guerrero y del Teatro Español.
De físico contundente y acentuada vis cómica, pronto se especializó en el género de la comedia (La vida privada de mamá, 1956, de Víctor Ruiz Iriarte, La tetera, 1984, de Miguel Mihura,  Bajarse al moro, 1987, La venganza de la Petra, 1994), que compaginó con personajes de carácter en revistas. Intervino por ejemplo en obras como La Gran Vía, Anselmo B, Anda mi madre (1990), junto con Gracia Córdoba Morales y Tote García Ortega. También estuvo en ¡Ya tenemos chica! (1991), las dos últimas de Juan José Alonso Millán y espectáculos musicales: Ven a disfrutar (1978), La gran gozada (1980). También ha intervenido en obras dramáticas, como La muerte de Dantón (1972), sobre las tablas del Teatro Español.
En cine debutó en 1966 con la película Las viudas, de Julio Coll. Posteriormente ha intervenido en numerosos filmes, bajo dirección de grandes directores como Carlos Saura, Manuel Gutiérrez Aragón, Chicho Ibáñez Serrador, José Luis Cuerda y Antonio Giménez-Rico.
Pese a ser un rostro habitual de la pequeña pantalla española desde los años sesenta y haber intervenido en espacios y series como Historias para no dormir (1968), Cañas y barro (1978), El español y los siete pecados capitales (1980) y Médico de familia (1997-1999). La popularidad le llegó en 2000, cuando el productor José Luis Moreno le ofreció realizar un pequeño sketch humorístico, denominado «Matrimoniadas», junto a Pepe Ruiz para su programa musical en Televisión Española Noche de fiesta. Porcel empezó a interpretar a Pepa, una vieja cascarrabias y gruñona cuya actividad preferida es discutir con su marido menos protestón, Avelino (Pepe Ruiz). El sketch alcanzó un éxito inesperado y ambos actores, junto al resto de personajes comenzaron a interpretarlo en escenarios y salas de fiesta.
Tras la cancelación del programa, en 2004, Porcel y el resto de actores de «Matrimoniadas» recuperaron sus personajes durante unos meses en La sopa boba (2004), serie de Antena 3 y entre el verano de 2007 hasta 2009 contaron con su propio espacio en Telecinco titulado Escenas de matrimonio.
Entre 2005 y 2006 hizo un papel esporádico de monja en la popular serie Aquí no hay quien viva.
En 2007 fichó por Antena 3, junto con su compañero de trabajo, Pepe Ruiz, convirtiéndose ambos en los actores mejor pagados de España. Ambos se incorporaron a la serie de televisión La familia Mata donde trabajaron hasta el final de la serie, en 2009. Ese mismo año volvió junto a Pepe Ruiz a Escenas de matrimonio.
En 2011, volvió con Pepe Ruiz, a la cadena Veo Televisión, con la serie Aquí me las den todas.
Es madre de la también actriz de doblaje, Paloma Porcel, voz habitual de Sarah Jessica Parker.
En febrero de 2018 se hizo pública su millonaria deuda con Hacienda.
Falleció el 15 de agosto de 2018 en Madrid. La noticia la dio a conocer el portal MadridEsTeatro, que a través de su cuenta de Twitter aseguró «Nos ha dejado Marisa Porcel...Una de esas actrices de "carácter" que echaremos de menos...DEP».

## Premios
- Premio Júbilo (2007), por su trayectoria profesional.
- Premio Antena de Oro (2008) por la comedia La familia Mata, de Antena 3.
- Relicario de Honor (2008), de la Asociación Raquel Meller de Tarazona.
- Premio Los mayores del año (2009), que concede anualmente el Ayuntamiento de Granada, por su trabajo en Escenas de matrimonio.
- En 2010 fue homenajeada, conjuntamente con Pepe Ruiz, en la XIII Edición de Premios La Cazuela a los personajes populares más salados.[4]

## Trayectoria en TV
- El barquito de papel (1963), La 1
- Tiempo y hora, La 1
  - El hombre de la palomas blancas (16 de enero de 1966)
- Las viudas (1966)
- Historias para no dormir, La 1
  - El doble (18 de marzo de 1966)
  - La casa (9 de febrero de 1968)
- Estudio 1, La 1
  - Señora ama (15 de diciembre de 1968)
  - Cincuenta años de felicidad (22 de diciembre de 1972)
  - Los ladrones somos gente honrada (4 de noviembre de 1979)
- Fábulas, La 1
  - La mona y el elefante (25 de febrero de 1970)
- Hora once, La 2
  - La bien amada (7 de noviembre de 1970)
- Novela, La 1
  - Oblomov (20 de mayo de 1974)
- Los libros
  - El club de los suicidas (7 de diciembre de 1977)
- Curro Jiménez, La 1
  - En la sierra mando yo (5 de marzo de 1978)
- Cañas y barro (1978), La 1
- El español y los siete pecados capitales (1980), La 1
- Los pajaritos (1982), La 1
- La comedia musical española, La 1
  - Las de Villadiego (10 de diciembre de 1985)
- Brigada Central, La 1
  - Turno de noche (2 de febrero de 1990)
- La forja de un rebelde, La 1
  - 6 de abril de 1990
- Canguros, Antena 3
  - La tía de Micky, Rosy Mause (1994)
- Los ladrones van a la oficina, Antena 3
  - Baby test (16 de noviembre de 1994)
  - Estamos en obras (29 de noviembre de 1995)
- Por fin solos, Antena 3
  - Psicología infantil (25 de julio de 1995)
- Farmacia de guardia, Antena 3
  - Fanny vuelve a casa (28 de septiembre de 1995)
- Médico de familia (1997-1999), Telecinco
- Noche de fiesta (1999-2004), La 1
- Academia de baile Gloria, La 1
  - Mentiras piadosas (29 de marzo de 2001)
- La sopa boba (2004), Antena 3
- ¿Se puede?, La 1
  - 24 de julio de 2004
- Aquí no hay quien viva (2005-2006), Antena 3
  - Érase un banco en la acera (14 de diciembre de 2005)
  - Érase una emisora pirata (8 de junio de 2006)
  - Érase un funeral con sorpresa (15 de junio de 2006)
- Escenas de matrimonio (2007; 2009-2010), Telecinco
- La familia Mata (2007-2009), Antena 3
- Aquí me las den todas (2011), Veo Televisión
- Noche sensacional (2011-2012), Veo Televisión, FORTA y Trece
- La que se avecina (2013), Telecinco

## Filmografía
- ¡Se armó el belén! (1970)
- El jardín de las delicias (1970)
- Carta de amor de un asesino (1972)
- Un par de zapatos del 32 (1973)
- Proceso a Jesús (1973)
- Ana y los lobos (1973)
- Habla, mudita (1973)
- La prima Angélica (1974)
- La siesta (1976)
- Spanish Fly (1976)
- ¿Quién puede matar a un niño? (1976)
- La amante perfecta (1976)
- El erotismo y la informática (1976)
- Más fina que las gallinas (1977)
- Parranda (1977)
- Camada negra (1977)
- Un hombre llamado Flor de Otoño (1978)
- Soldados (1978)
- Historia de 'S' (1979)
- Rocky Carambola (1979)
- La enfermera, el marica y el cachondo de Don Pepino (1980)
- La guerra de los niños (1980)
- La moglie in bianco, l'amante al pepe (1980)
- La masajista vocacional (1981)
- La mitad del cielo (1986)
- El bosque animado (1987)
- Soldadito español (1988)
- Hermana, pero ¿qué has hecho? (1995)
- Casiopea (2000)
- La pitonisa (2015)